# Julienne Bertaux
 (août 2009).
Si vous disposez d'ouvrages ou d'articles de référence ou si vous connaissez des sites web de qualité traitant du thème abordé ici, merci de compléter l'article en donnant les références utiles à sa vérifiabilité et en les liant à la section « Notes et références ».
Pour les articles homonymes, voir Bertaux.
Julienne Bertaux est une animatrice de télévision française.

## Biographie
Elle débarque sur l'antenne de Fun TV en septembre 2000 où elle présente Total Fun Week end en direct pendant 4 heures d'affilée, raccourcie quelques mois plus tard à 3 heures.
La saison suivante, elle présente le Casting Live où elle encadre un animateur ou une animatrice en herbe en direct chaque jour pendant une heure.
En 2001, elle présente des bulletins météo sur LCI.
De septembre 2003 à septembre 2004, elle coanime sur M6 avec Alexandre Delpérier l'émission Star Six Music. 
Elle présente également au printemps 2004 J'ai décidé de changer de look sur la même chaîne, puis  durant l'été 2004, la troisième saison de l'émission de téléréalité Opération séduction, rebaptisée Opération séduction : Les parents s'en mêlent !.
De janvier 2006 à 2008, elle anime Tous à la brocante sur France 3. Cette émission est par la suite rediffusée sur TV5 Monde, Odyssée et Maison+.
De janvier 2010 à octobre 2011, elle est chroniqueuse dans l'émission quotidienne Comment ça va bien! présentée par Stéphane Bern et diffusée sur France 2.
En décembre 2012, elle intègre la chaîne nouvellement créée Chérie 25 pour y présenter l'émission Ma vie de femme intime.